# Tillandsia tricolor
Tillandsia tricolor là một loài thuộc chi Tillandsia. Đây là loài bản địa của Costa Rica và México.

## Hình ảnh

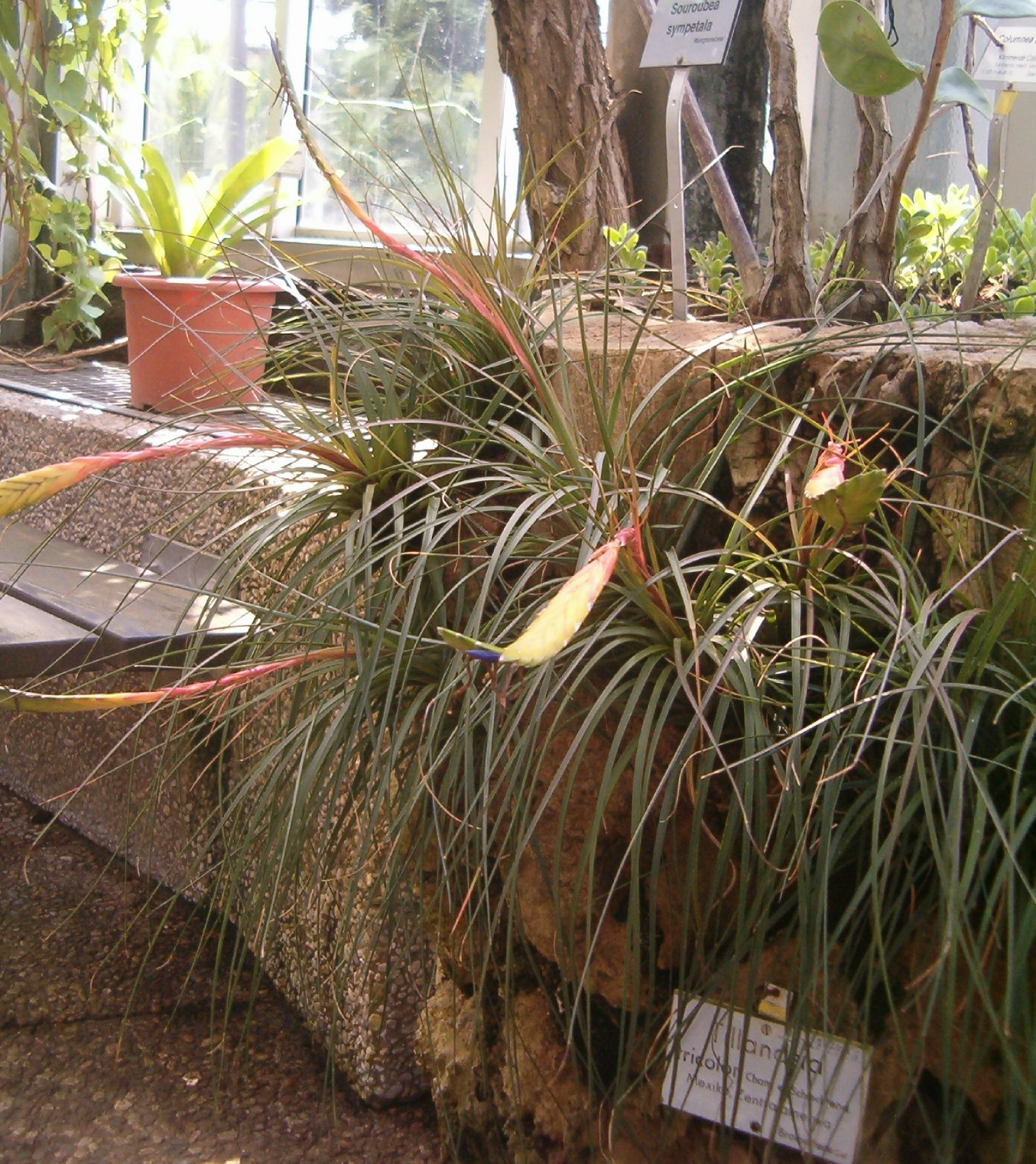
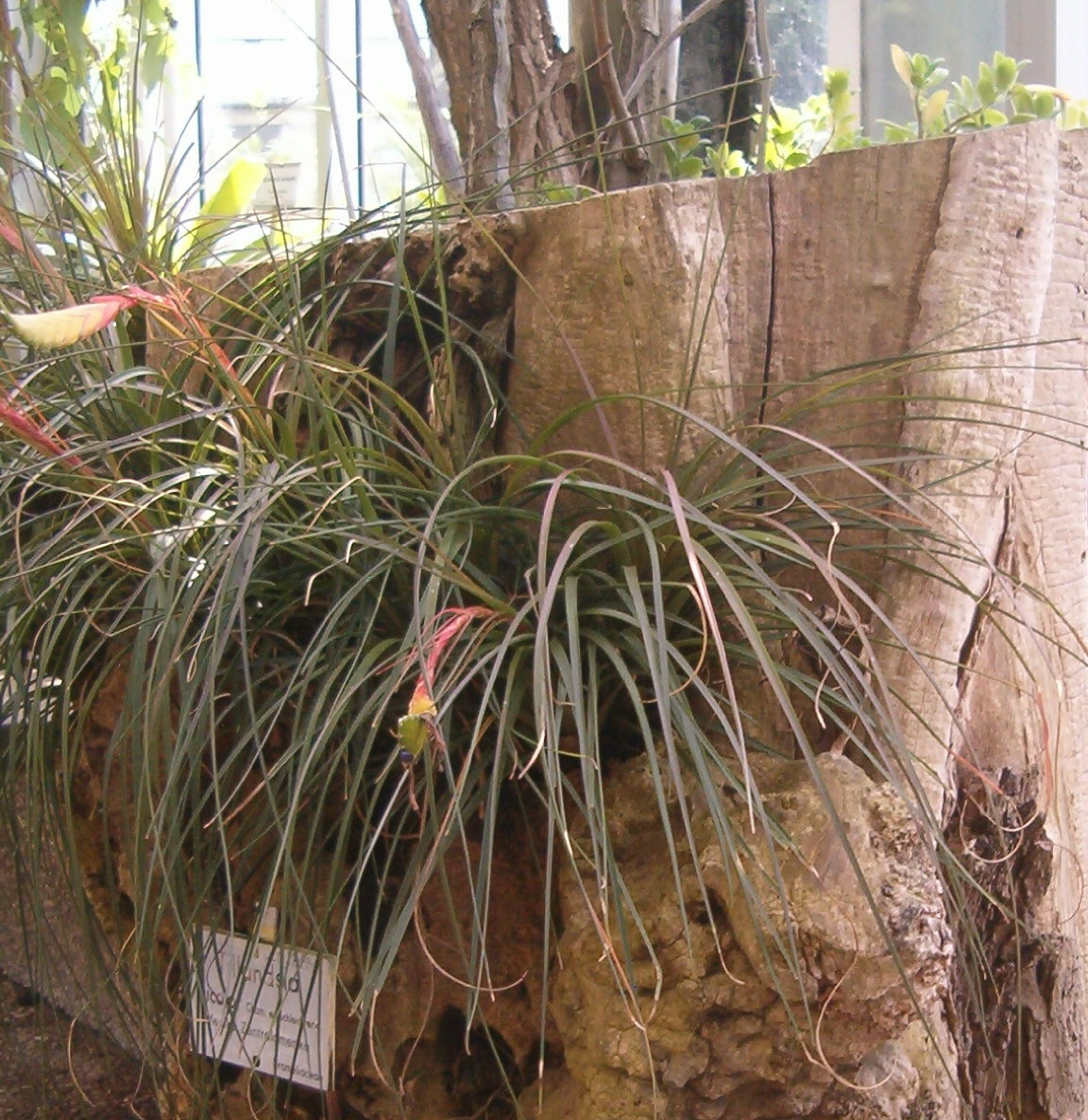

## Giống
- Tillandsia 'Cootharaba'
- Tillandsia 'Corella'
- Tillandsia 'Ervin Wurthmann'
- Tillandsia 'Nashville'
- Tillandsia 'Oeseriana'
- Tillandsia 'Purple Passion'
- Tillandsia 'Silver Bullets'
- Tillandsia 'Wolvi'